# Olympische Sommerspiele 2024/Schwimmen – 100 m Rücken (Frauen)
Der Schwimmwettkampf über 100 Meter Rücken der Frauen bei den Olympischen Spielen 2024 in Paris wurde am 29. und 30. Juli 2024 in der Paris La Défense Arena ausgetragen. Titelverteidigerin war die Australierin Kaylee McKeown, die in Tokio in olympischer Rekordzeit von 57,47 s Sekunden gewann und auch über 200 Meter Rücken triumphierte.

## Rekorde
Vor Beginn der Olympischen Spiele waren folgende Rekorde gültig:
| Weltrekord         | Kaylee McKeown | 57,33 s | Budapest | 21, Oktober 2023 |
| Olympischer Rekord | Kaylee McKeown | 57,47 s | Tokio    | 27, Juli 2021    |

## Titelträgerinnen
| Olympische Spiele 2020       | Kaylee McKeown      | 57,47 s     | Tokio             |
| Weltmeisterschaften 2024     | Claire Curzan       | 58,29 s     | Doha              |
| Afrikaspiele 2023            | Sara El Sammany     | 1:03,31 min | Accra             |
| Panamerikanische Spiele 2023 | Josephine Fuller    | 59,67 s     | Santiago de Chile |
| Asienspiele 2022             | Wan Letian          | 59,38 s     | Hangzhou          |
| Europameisterschaft 2022     | Margherita Panziera | 59,40 s     | Rom               |
| Pazifikspiele 2023           | Lara Grangeon       | 1:05,57 min | Honiara           |

## Qualifikation
Als Olympische Normzeit (OQT) wurde eine Zeit von 59,99 Sekunden festgelegt. Athletinnen die diese Zeit im Qualifikationszeitraum (1. März 2023 bis 23. Juni 2024) erreichen dürfen an den Start gehen. Die Anzahl der Athletinnen ist auf maximal zwei pro NOK beschränkt. Darüber hinaus werden weitere Plätze an Schwimmerinnen vergeben, die die Olympische Basiszeit (OCT) von 1:00,29 Minuten geschwommen sind (maximal eine Schwimmerin pro NOK). Über Universalstartplätze besteht eine weitere Chance für die Teilnahme, auch für Athletinnen die keine der beiden Normzeiten schwimmen konnten.

## Ergebnisse

### Vorläufe
Die schnellsten 16 Athletinnen qualifizierten sich für das Halbfinale.
| Rang | Lauf | Bahn | Athletin              | Nation                         | Zeit        | Anm.  |
| ---- | ---- | ---- | --------------------- | ------------------------------ | ----------- | ----- |
| 1    | 3    | 4    | Katharine Berkoff     | Vereinigte Staaten             | 57,99 s     | Q     |
| 2    | 5    | 4    | Regan Smith           | Vereinigte Staaten             | 58,45 s     | Q     |
| 3    | 4    | 4    | Kaylee McKeown        | Australien                     | 58,48 s     | Q     |
| 4    | 5    | 5    | Kylie Masse           | Kanada                         | 59,06 s     | Q     |
| 5    | 3    | 5    | Emma Terebo           | Frankreich                     | 59,10 s     | Q     |
| 6    | 5    | 6    | Béryl Gastaldello     | Frankreich                     | 59,31 s     | Q     |
| 7    | 4    | 5    | Iona Anderson         | Australien                     | 59,37 s     | Q     |
| 8    | 4    | 2    | Carmen Weiler         | Spanien                        | 59,57 s     | Q, NR |
| 9    | 4    | 7    | Roos Vanotterdijk     | Belgien                        | 59,68 s     | Q     |
| 10   | 3    | 7    | Kira Toussaint        | Niederlande                    | 59,84 s     | Q     |
| 11   | 4    | 3    | Wan Letian            | China                          | 59,87 s     | Q     |
| 12   | 5    | 3    | Ingrid Wilm           | Kanada                         | 1:00,06 min | Q     |
| 13   | 5    | 2    | Maaike de Waard       | Niederlande                    | 1:00,12 min | Q     |
| 14   | 4    | 6    | Wang Xueer            | China                          | 1:00,15 min | Q     |
| 15   | 4    | 1    | Louise Hansson        | Schweden                       | 1:00,26 min | Q     |
| 16   | 3    | 3    | Danielle Hill         | Irland                         | 1:00,40 min | Q     |
| 17   | 5    | 7    | Adela Piskorska       | Polen                          | 1:00,47 min |       |
| 18   | 3    | 2    | Kathleen Dawson       | Großbritannien                 | 1:00,69 min |       |
| 19   | 3    | 6    | Medi Eira Harris      | Großbritannien                 | 1:00,85 min |       |
| 20   | 5    | 1    | Anastassija Schkurdaj | Individuelle Neutrale Athleten | 1:00,94 min |       |
| 21   | 3    | 1    | Celia Pulido          | Mexiko                         | 1:01,10 min |       |
| 22   | 5    | 8    | Nika Scharafutdinowa  | Ukraine                        | 1:01,47 min |       |
| 23   | 4    | 8    | Emma Harvey           | Bermuda                        | 1:01,78 min |       |
| 24   | 3    | 8    | Gabriela Georgiewa    | Bulgarien                      | 1:02,16 min |       |
| 25   | 2    | 5    | Aviv Barzelay         | Israel                         | 1:02,30 min |       |
| 26   | 2    | 4    | Xenija Ignatowa       | Kasachstan                     | 1:02,51 min |       |
| 27   | 2    | 6    | Zuri Ferguson         | Trinidad und Tobago            | 1:02,75 min |       |
| 28   | 2    | 2    | Lucero Mejía          | Guatemala                      | 1:03,42 min |       |
| 29   | 2    | 3    | Cindy Cheung          | Hongkong                       | 1:03,45 min |       |
| 30   | 1    | 4    | Ganga Senavirathne    | Sri Lanka                      | 1:04,26 min |       |
| 31   | 2    | 8    | Amani Al-Obaidli      | Bahrain                        | 1:04,27 min |       |
| 32   | 2    | 1    | Celina Márquez        | El Salvador                    | 1:04,55 min |       |
| 33   | 2    | 7    | Elizabeth Jiménez     | Dominikanische Republik        | 1:04,99 min |       |
| 34   | 1    | 3    | Denise Donelli        | Mosambik                       | 1:08,73 min |       |
| 35   | 1    | 5    | Aynura Primowa        | Turkmenistan                   | 1:10,17 min |       |
| 36   | 1    | 6    | Maleek Al-Mukhtar     | Libyen                         | 1:10,99 min |       |

### Halbfinale
Die schnellsten 8 Athletinnen qualifizierten sich für das Finale.
| Rang | Lauf | Bahn | Athletin          | Nation             | Zeit        | Anmerkung |
| ---- | ---- | ---- | ----------------- | ------------------ | ----------- | --------- |
| 1    | 1    | 4    | Regan Smith       | Vereinigte Staaten | 57,97 s     |           |
| 2    | 2    | 5    | Kaylee McKeown    | Australien         | 57,99 s     |           |
| 3    | 2    | 4    | Katharine Berkoff | Vereinigte Staaten | 58,27 s     |           |
| 4    | 2    | 6    | Iona Anderson     | Australien         | 58,63 s     |           |
| 5    | 1    | 5    | Kylie Masse       | Kanada             | 58,82 s     |           |
| 6    | 1    | 7    | Ingrid Wilm       | Kanada             | 59,10 s     |           |
| 7    | 1    | 3    | Béryl Gastaldello | Frankreich         | 59,29 s     |           |
| 8    | 2    | 3    | Emma Terebo       | Frankreich         | 59,50 s     |           |
| 9    | 1    | 6    | Carmen Weiler     | Spanien            | 59,72 s     |           |
| 10   | 2    | 2    | Roos Vanotterdijk | Belgien            | 59,86 s     |           |
| 11   | 1    | 1    | Wang Xueer        | China              | 59,89 s     |           |
| 12   | 2    | 7    | Wan Letian        | China              | 1:00,06 min |           |
| 13   | 2    | 1    | Maaike de Waard   | Niederlande        | 1:00,22 min |           |
| 14   | 1    | 2    | Kira Toussaint    | Niederlande        | 1:00,37 min |           |
| 15   | 2    | 8    | Louise Hansson    | Schweden           | 1:00,47 min |           |
| 16   | 1    | 8    | Danielle Hill     | Irland             | 1:00,80 min |           |

### Finale
| Rang | Bahn | Athletin          | Nation             | Zeit    | Anmerkung |
| ---- | ---- | ----------------- | ------------------ | ------- | --------- |
| 1    | 5    | Kaylee McKeown    | Australien         | 57,33 s | OR, =OC   |
| 2    | 4    | Regan Smith       | Vereinigte Staaten | 57,66 s |           |
| 3    | 3    | Katharine Berkoff | Vereinigte Staaten | 57,98 s |           |
| 4    | 2    | Kylie Masse       | Kanada             | 58,29 s |           |
| 5    | 6    | Iona Anderson     | Australien         | 58,98 s |           |
| 6    | 7    | Ingrid Wilm       | Kanada             | 59,25 s |           |
| 7    | 8    | Emma Terebo       | Frankreich         | 59,40 s |           |
| 8    | 1    | Béryl Gastaldello | Frankreich         | 59,80 s |           |

Paris 1924 |
Amsterdam 1928 |
Los Angeles 1932 |
Berlin 1936 |
London 1948 |
Helsinki 1952 |
Melbourne 1956 |
Rom 1960 |
Tokio 1964 |
Mexiko-Stadt 1968 |
München 1972 |
Montréal 1976 |
Moskau 1980 |
Los Angeles 1984 |
Seoul 1988 |
Barcelona 1992 |
Atlanta 1996 |
Sydney 2000 |
Athen 2004 |
Peking 2008 |
London 2012 |
Rio de Janeiro 2016 |
Tokio 2020 |
Paris 2024